# تور برهنه
تور برهنه (انگلیسی: The Stripped Tour) سومین تور کنسرت از خواننده امریکایی کریستینا اگیلرا بود  که در حمایت از چهارمین آلبوم استودیویی‌اش، برهنه (آلبوم کریستینا آگیلرا)  برگزار شد.